# Брагино (Калужская область)
Брагино — деревня Перемышльского района Калужской области России. Входит в состав сельского поселения «Село Макарово».

## География
Деревня находится в восточной части региона, в 40 км к востоку от города Калуга, южнее реки Ока и севернее трассы Р-132, непосредственно к западу от деревни Ладыгино.

## История
Согласно писцовой книге 1685 г.:
За Степаномъ Борисовымъ сыномъ Бутиковымъ въ деревнѣ Брагинѣ дворъ крестьянской, дворъ бобылской, всего 2 двора. Февраля въ 15 день за даточныхъ денги взяты съ Петра Епишкова съ одного двора въ запискѣ у Сергѣа Аникѣева. Съ одного двора досталного денги платилъ Семенъ Епишковъ въ пріемѣ Ивана Антонова(...)

За Степаномъ Ивановымъ оыномъ Лихаревымъ въ трети деревни Брагиной 3 двора крестьянскихъ.

За Григорьемъ Максимовымъ сыномъ Сунбуловымъ въ трети деревни Брагиной 2 двора крестьянскихъ, 2 двора бобылскихъ, да въ половинѣ деревни Гриневой дворъ крестьянской, 2 двора бобылскихъ, да въ половинѣ деревни Ламахиной 3 двора крестьянскихъ.(...)

За Иваномъ Тимоѳеевымъ сыномъ Ѳустовымъ въ помѣстьѣ полдеревни Гриневой да полдеревни Ломахиной (Ломакиной?) да жеребей деревни Брагиной, въ живущемъ полъ осмины пашни.

За Захаромъ Тимофеевымъ сыномъ Ѳустовымъ въ помѣстьѣ полдеревни Гриневой да полдеревни Ломахиной да жеребей деревни Брагиной, въ живущемъ полъ осмины пашни.

За Григорьемъ Семеновымъ сыномъ Бутиковымъ въ помѣстьѣ жеребей деревни Брагиной, въ живущемъ полподтретника пашни.
В XVII — начале XVIII в. входило в состав Алексинского уезда. Позднее, когда территория уезда была существенно сокращена, вошла в состав Калужского уезда.
По ревизии 1709 г. крестьяне в деревне принадлежали двум помещикам: Танчиков Гордей Владимирович и Епишков Прокофий Семенович.

## Население
| 2002 | 2010 |
| ---- | ---- |
| 22   | ↗29  |